# Ним Чимпский
Ним Чимпский (англ. Nim Chimpsky; 19 ноября 1973 года — 10 марта 2000 года) — шимпанзе, который был предметом расширенного изучения возможности усвоения животными языка жестов при Колумбийском университете. Шимпанзе получил своё имя в качестве каламбура на имя Ноама Хомского (Noam Chomsky), выдающегося лингвиста, утверждавшего, что язык присущ только человеку. «Проект „Ним“» возглавил Герберт Террес, он постоянно вёл видеорегистрацию, за 4 года с Нимом работали свыше 60 учителей жестового языка, он овладел более чем 125 жестами.
Проект не был успешен: Ним усвоил гораздо меньше слов, чем даже объект другого подобного проекта — шимпанзе Уошо. В качестве возможного объяснения выдвигается ряд тезисов.
Так, Уошо, изначально воспитываемая «по-человечески», проводила 24 часа в сутки с человеческой семьёй, постоянно общавшейся с ней, тогда как Ним в возрасте 2-х недель был отдан на лабораторные исследования (и провёл в лаборатории большую часть жизни), где не имел таких же возможностей для общения, как Уошо.
Сам Террас в итоге пришёл к выводу, что феномена говорящих обезьян, скорее всего, в том виде который ему приписывают, не существует.

## После завершения проекта
После завершения экспериментов в 1977 году Ним был возвращён в обезьянью ферму в Оклахоме, а позднее был приобретён расположенным в Техасе приютом для животных «Black Beauty Ranch» под управлением «Fund for Animals», который был основан Кливлендом Эмори. Там он и провёл остаток жизни, умерев в возрасте 26 лет от сердечного приступа.
В 2011 году вышел документальный фильм «Проект Ним», снятый Джеймсом Маршем и посвященный этому проекту.